# Alexander Rodriguez
Alexander "Alex" Emmanuel Rodriguez, soprannominato A-Rod (New York, 27 luglio 1975), è un ex giocatore di baseball statunitense.

## Biografia

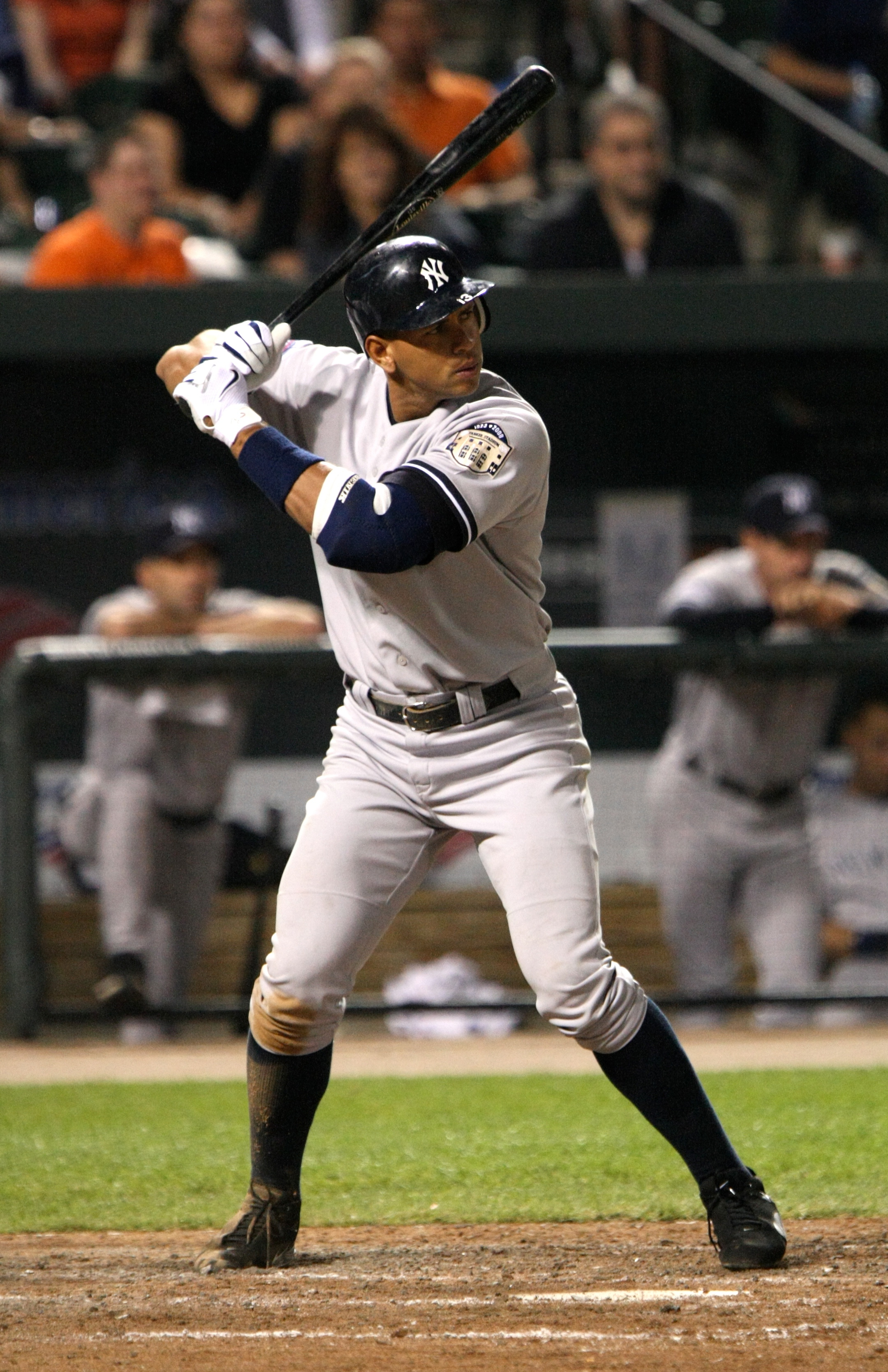
Rodriguez in battuta nel 2008 con gli Yankees

Di origini dominicane, viene scelto al primo giro dai Seattle Mariners nel 1993 e l'8 luglio 1994, a meno di 19 anni, esordisce in Major League, in una partita contro i Boston Red Sox.
Nel 2001 passa ai Texas Rangers e l'anno successivo batte 57 fuoricampo, suo record personale. Nel 2003 viene eletto per la prima volta miglior giocatore della lega (premio poi rivinto nel 2005).
Nello stesso anno si trasferisce nella sua squadra del cuore, i New York Yankees, dove gioca sino al 2016, e con cui ha conquistato le World Series del 2009.
Il suo record di media in battuta risale al 1996 ed è di 0.358. È il più giovane giocatore a raggiungere il traguardo dei 500 home run: ce l'ha fatta a 32 anni e 8 giorni, superando di slancio Jimmie Foxx, che compì l'impresa a 32 anni e 338 giorni. Rodriguez è nell'esclusivo club dei migliori slugger di sempre, quelli che sono riusciti a colpire almeno 500 homer: è il 22º giocatore nella storia a riuscire nell'impresa. Prima di lui hanno toccato questo traguardo altri due Yankees, poi diventati leggenda: Babe Ruth e Mickey Mantle. In tutta la carriera ha totalizzato 696 home run.
È stato il giocatore più pagato della MLB, con 33 milioni di dollari all'anno. È stato per anni considerato il più completo ed il miglior giocatore delle Major.
Nel febbraio 2009, dopo aver negato in passato di aver fatto uso di sostanze dopanti, Rodriguez ha ammesso di aver utilizzato steroidi, dicendo che li ha utilizzati dal 2001 al 2003 per via di ciò che ha chiamato «un'enorme quantità di pressione».
Nell'agosto 2013 è stato squalificato per 211 partite per uso di sostanze vietate, a seguito di un'indagine nei confronti della clinica Biogenesis in Florida. La squalifica è rimasta sospesa a causa dell'appello proposto da Rodriguez, all'esito del quale le giornate di squalifica sono state ridotte a 162, con la conseguenza che il giocatore ha saltato l'intera stagione 2014 di MLB.
Il 20 giugno 2015, con un homerun, diventa il 29º giocatore di MLB ad entrare nel club delle 3000 valide. Il 12 agosto 2016 gioca la sua ultima partita di carriera nella vittoria 6-3 contro i Tampa Bay Rays.
Con la nazionale di baseball degli Stati Uniti d'America ha disputato il World Baseball Classic 2006.
Nel febbraio 2017 ha annunciato il proprio ritiro.

## Palmarès

### Club
- World Series: 1

New York Yankees: 2009

### Individuale
- MVP dell'American League: 3

2003, 2005, 2007
- MLB All-Star: 14

1996-1998, 2000-2008, 2010, 2011
- Silver Slugger Award: 10

1996, 1998-2003, 2005, 2007, 2008
- Guanti d'oro: 2

2002, 2003
- Hank Aaron Award: 4

2001, 2002, 2003, 2007
- Miglior battitore dell'American League: 1

1996
- Leader dell'American League in fuoricampo: 5

2001, 2002, 2003, 2005, 2007
- Leader dell'American League in punti battuti a casa: 2

2002, 2007
- Club delle 3000 valide

## Vita privata
È stato sposato con la psicologa Cynthia Scurtis, da cui ha avuto due figlie, Natasha (nata il 18 novembre 2004) ed Ella (nata il 21 aprile 2008).
Nel 2007 è stato inserito da People fra i 50 uomini più belli del mondo.
Dal 2017 al 2021 ha avuto una relazione con la cantante e attrice statunitense Jennifer Lopez.